# 燃えたぎる時
燃えたぎる時 (スペイン語: La hora de los hornos) は、1968年に公開されたアルゼンチン映画。監督は オクタビオ・ゲティーノ、フェルナンド・E・ソラナス。「革命的な活動家映画のパラダイム」。  
この映画は「第三世界」の映画の政治と1960年代後半のラテンアメリカのマニフェストに取り組んでいます。映画の公開とほぼ同時期にラテンアメリカで登場したムーブメントである「サードシネマ」の重要な映画の一つです。